# Reinald I. Gelderski
Reinald I. Gelderski (* 1255; † 9. oktober 1326 na gradu Montfort), znan tudi kot Reinald  Mogočni,  je bil grof Gelderski od 10. januarja 1271 do 1320 in tudi limburški vojvoda od 1280 do 1288. Bil je sin Otona II., grofa Gelderskega in Filipe Dammartinske. 
Leta 1276 se je poročil z Irmgard Limburško (†1283), edino hčerko in dedinjo Walrama IV., vojvode Limburškega.  Leta 1279 je kupil grofijo Kessel in suverene pravice na levem bregu Meuse ter oblast nad ministeriali med Meuse in Mönchengladbachom.Po tastovi smrti je leta 1280 je postal limburški vojvoda. 
Ko je Irmgard leta 1283 umrla brez otrok, je postal edini vladar vojvodine Limburg. Temu je nasprotoval Irmgardin bratranec grof  Adolf V. Berški, ki je zahteval nasledstvo vojvodstva.  V nasledstvenem sporu o nasledstvu Limburga je 5. junija 1288 prišlo do bitke pri Worringenu, v kateri je bil Rainald poražen in ujet. Svojo svobodo je moral kupiti tako, da se je odrekel vsem zahtevam do Vojvodine Limburg. Še pred bitko je grof Berški svoje pravice do nasledstva prodal Janezu I. Brabantskemu, možu polsestre Rainaldove druge žene.  
Leta 1286 se je ponovno poročil z Margareto Flandrijsko (1272–1331), hčerko grofa Gvida I. Flamskega in Namurskega, iz njegovega drugega zakona, z Izabelo Luksemburško. Bitka pri Worringenu je grofom Geldernskim odvzela možnost dejanskega položaja moči. Rainald je bil pozneje tako zadolžen, da je od leta 1288 do 1293 grofom Flandrijskim zastavil grofijo Gelders. Vendar pa je flamska vladavina pomembno prispevala k vzpostavitvi sodobne in učinkovite teritorialne uprave.
Leta 1306 je ustanovil Karmeličanski samostan v Geldernu. Leta 1310 je prejel Privilegium de non evocando za svoje posesti od cesarja Henrika VII. , ki je njegove podanike osvobodil moči tujih sodišč.
Rainalda je leta 1317 nemški protikralj Friderik Habsburški im. Lepi povzdignil v status cesarskega princa , ki pa ga cesar Ludvik Bavarski ni priznal.
Ker je bil zaradi rane v bitki pri Worringenu duševno bolan, je leta 1316 v Geldernu izbruhnil upor, ki ga je vodil njegov sin Rainald II. Ugotovil je, da njegov oče ni več sposoben skrbeti za interese ozemlja in je sam prevzel upravo. Po arbitrarni odločitvi holandskega grofa Viljema III. je 3. septembra 1318 zavladal kot sin Gelderskega grofa nad grofijama Gelders in Zutphen. Svojega očeta je dal zapreti na grad Montfort  in ga vrgel v tamkajšnjo ječo, kjer je leta 1326 umrl.
Rainald I. je bil pokopan 21. oktobra 1326 v samostanu Graefenthal.

## Poroke in potomci
Leta 1270 se je Rainald poročil z Irmgard Limburško (†1283), hčerko Walrama IV.. Ta zakon je ostal brez otrok. 
Leta 1286 se je poročil z Margareto Flandrijsko († 1331) iz rodbine Dampierre , hčerko grofa Gvida I. Flanmskega in Namurskega , vdovo prestolonaslednika Aleksandra Škotskega († 1284). Z njo je imel naslednje otroke:
- Rainald II. (* 1295; † 1343)
- Margareta, ⚭ z Ditrihom VIII., grofom Kleveškim
- Gvido († po 1315)
- Elizabeta († 1355), opatinja sv. Klare v Kölnu
- Filipa  († 1352), redovnica sv. Klare v Kölnu.